# Prestwichia zygopterorum
Prestwichia zygopterorum is een vliesvleugelig insect uit de familie Trichogrammatidae. De wetenschappelijke naam is voor het eerst geldig gepubliceerd in 1926 door Tillyard.